# Robert Gould Shaw
Robert Gould Shaw (Boston, 10 ottobre 1837 – Charleston, 18 luglio 1863) è stato un militare statunitense, noto per aver guidato, durante la guerra di secessione americana, con il grado di colonnello, il 54º Reggimento Volontario di Fanteria del Massachusetts, il primo nella storia americana ad essere composto interamente da afroamericani.

## Biografia

### Origini e formazione
Nato a Boston, in Massachusetts, la sua famiglia, una delle più importanti della società bostoniana, era sostenitrice dell'abolizionismo. I suoi familiari, che godevano di una sostanziosa rendita lasciata dal nonno di Shaw, erano Francis George e Sarah Blake Sturgis Shaw. La famiglia era composta anche da altre quattro sorelle: Anna, Josephine, Susanna ed Ellen.
Quando il piccolo Robert aveva solo quattro anni, suo padre, di professione avvocato e titolare di una società di commercio, abbandonò le sue occupazioni all'età di 32 anni per perseguire le sue velleità letterarie ed i suoi interessi filantropici. Per questo motivo si trasferì con la sua famiglia nelle vicinanze di Brook Farm una comune utopista che annoverava tra i suoi appartenenti personalità come Ralph Waldo Emerson, Nathaniel Hawthorne e Margaret Fuller. Fino all'età di nove anni il piccolo Shaw visse in un ambiente impregnato di ideali umanitari fondati sui valori del movimento religioso dell'Unitarianismo. Dopo il fallimento della comune di Brook Farm la famiglia Shaw si trasferì per un lungo periodo in Europa, viaggiando in Svizzera, Italia, ad Hannover, in Norvegia e in Svezia.
Dopo aver frequentato la Fordham Preparatory School, un istituto privato maschile di New York tenuto da Gesuiti, dal 1856 al 1859 studiò presso l'Università di Harvard, ma non si dimostrò particolarmente brillante nel suo corso di studi, preferendo dedicarsi alle attività extrascolastiche, quali lo sport e la musica, ed entrò a far parte dell'orchestra dell'Ateneo in qualità di violinista. Per questi motivi si ritirò da Harvard prima di conseguire il diploma di laurea. Il suo abbandono scolastico fu motivato anche dal fatto che, a causa di una terribile crisi finanziaria avvenuta nel 1857, il bilancio familiare era stato nettamente ridimensionato. Fu così che Gould Shaw si trasferì successivamente al Kenyon College presso Gambler, in Ohio, mentre iniziò a lavorare presso la società commerciale di suo zio, la Henry P. Sturgis and Co presso i suoi uffici newyorchesi.

### La carriera militare durante la guerra di secessione

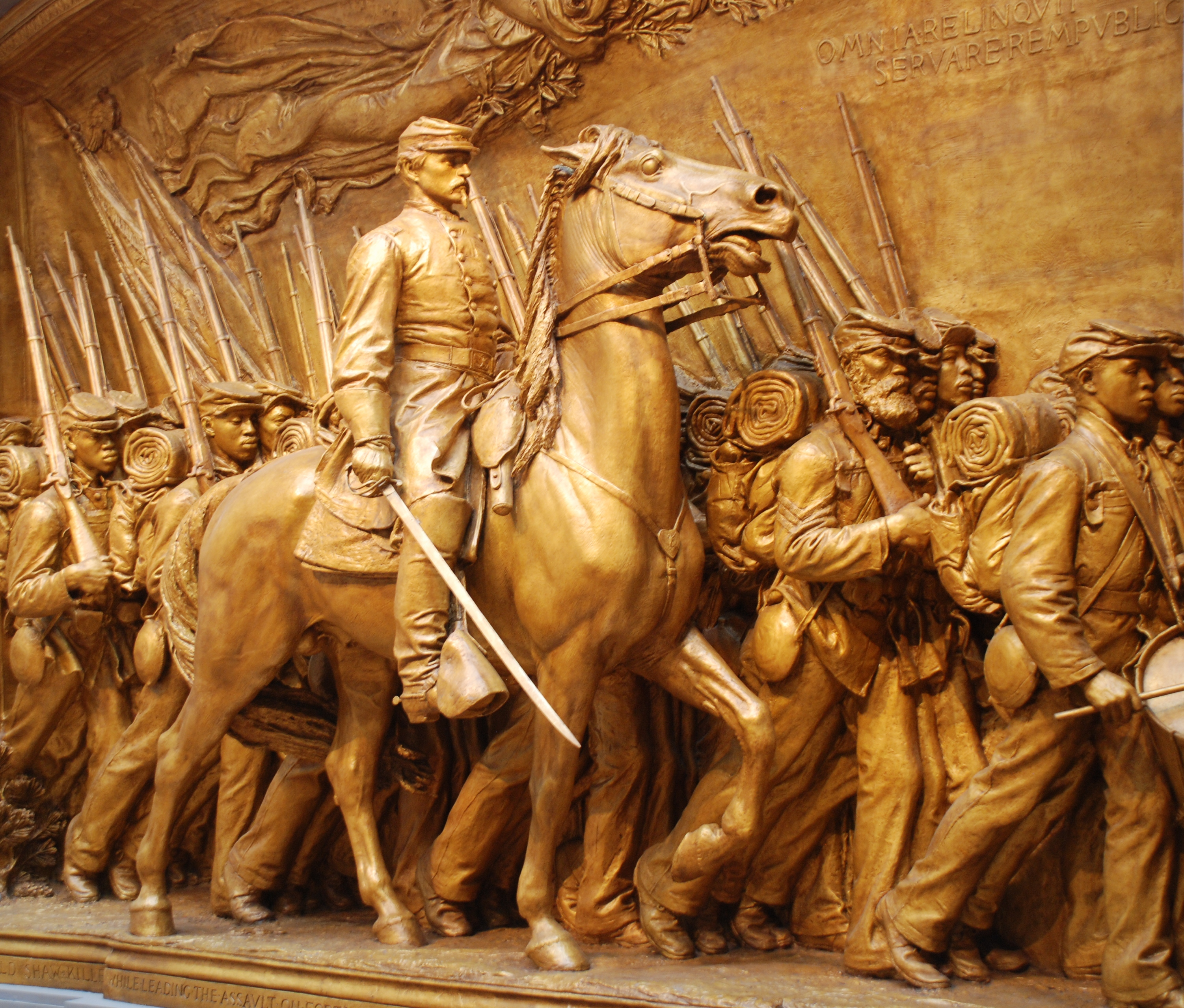
Particolare del Robert Gould Shaw Memorial.

Dopo l'elezione di Abraham Lincoln a presidente degli Stati Uniti d'America e la secessione di alcuni stati del sud, Shaw si arruolò nell'esercito e si unì al 7º Reggimento di Fanteria di New York, un reggimento composto esclusivamente da giovani volontari appartenenti alla società newyorkese, con il quale marciò in difesa di Washington, partecipando il 12 aprile 1861 alla prima battaglia in assoluto della Guerra Civile Americana, l'assedio di Fort Sumter. Sebbene inizialmente questi giovani credessero fermamente nell'estrema brevità del conflitto, dopo un mese di servizio, la compagnia venne sciolta e tutti i volontari rimasti, tra i quali lo stesso Shaw, vennero incorporati all'interno del 2º Reggimento di Fanteria del Massachusetts nel quale prestò servizio per circa due anni, con il grado di sottotenente.
Con il 2º Reggimento di Fanteria del Massachusetts, Gould Shaw partecipò alla battaglia di Front Royal, il 23 maggio 1862, con il compito di proteggere la ritirata delle truppe da Strasburg, in Virginia. Durante questa battaglia Gould Shaw mostrò il suo valore e venne ferito lievemente. Tuttavia il suo battesimo del fuoco vero e proprio si ebbe il 9 agosto 1862 nella battaglia di Cedar Mountain, dove il 2º Reggimento di Fanteria del Massachusetts subì terribili perdite. Ma il valore e il coraggio di questi giovani soldati fu messo alla prova in una delle battaglie più sanguinose della Guerra Civile Americana, la battaglia di Antietam, a seguito della quale, dimostrando il suo coraggio, Gould Shaw venne promosso al grado di capitano.

### Alla guida del 54º Reggimento di fanteria
Nel gennaio del 1863, il presidente Abraham Lincoln, consapevole che le truppe unioniste avevano bisogno di tutte le forze disponibili, permise al segretario della guerra Edwin M. Stanton di consentire e annunciare l'arruolamento di soldati di colore nell'esercito dell'Unione. Nonostante il proclama venisse accolto con numerose diatribe all'interno dell'esercito unionista, il governatore del Massachusetts John Albion Andrew, organizzò il primo reggimento composto unicamente da soldati di colore dando vita al 54º Reggimento di Fanteria del Massachusetts ed incaricò Gould Shaw di addestrarlo, affidandogliene il comando con il grado di colonnello. La scelta di Albion Andrew era motivata dal fatto che la famiglia di Gould Shaw era una delle più influenti di Boston e vantava una lunga ed indiscussa tradizione antischiavista. Sebbene inizialmente riluttante ad accettare l'incarico, tuttavia Gould Shaw, anche per non offendere i sentimenti antischiavisti della sua famiglia ed in particolar modo della madre, accettò e il 15 febbraio 1863 giunse a Boston per presiedere al reclutamento dei suoi soldati.
La formazione del 54º Reggimento fu possibile anche all'opera instancabile dell'oratore Frederick Douglass, il quale, nato egli stesso in schiavitù, riuscì ad affrancarsi e cercò per tutto il resto della sua vita di aiutare i suoi simili a liberarsi dalle catene. In uno dei suoi discorsi, Douglass disse:
Per incoraggiare ulteriormente i fuggitivi neri ad arruolarsi nel nuovo Reggimento, Douglass fece arruolare i suoi due figli, Lewis e Charles.
Da febbraio a marzo Gould Shaw fu immerso nell'organizzare ed addestrare il suo reggimento presso Camp Magis poco lontano da Boston. Egli fu presto fortemente impressionato dalla dedizione e dall'orgoglio delle truppe di colore messe al suo comando, iniziò a considerare con maggior rispetto la missione alla quale era stato assegnato. Alla fine si legò talmente tanto alla sua truppa che, quando venne a conoscenza del fatto che la loro paga era inferiore a quella degli altri regolari, li incitò al boicottaggio finché questa discriminazione non venne eliminata.
Shaw venne promosso a maggiore il 31 marzo 1863 ed in seguito al grado di colonnello il 17 aprile dello stesso anno.
Il 2 maggio 1863 Shaw sposò Anna Kneeland Haggerty (di due anni più grande), originaria di Lenox (Massachusetts), conosciuta un anno prima. Il matrimonio fu celebrato a New York contro la volontà dei genitori di entrambi, e prima che il suo reggimento lasciasse la città. La sua unione con la moglie Anna e il forte attaccamento che lo legava a lei sono testimoniati dalle circa 200 lettere che Shaw scrisse alla sua famiglia ed ai suoi amici durante le sue campagne, e che sono ora conservate alla Houghton Library dell'Università di Harvard.

### La "vergogna" di Darien
Subito dopo a Gould Shaw fu ordinato di tornare al suo campo per volere del generale David Hunter, comandante del Dipartimento del Sud, che richiese la presenza delle truppe del 54º Reggimento presso il suo quartier generale sull'isola di Hilton Head, nel Sud Carolina. Il compito del reggimento di Gould Shaw era di collaborare al fianco del 2º Reggimento del Sud Carolina, composto da truppe irregolari con lo scopo di compiere numerose scorribande in territorio nemico. Quest'ultimo reggimento era guidato dal colonnello James Montgomery, un abolizionista proveniente dal Kansas.
Agli inizi di giugno, il colonnello Montgomery ordinò a Gould ed ai suoi uomini di portarsi sull'isola di St. Simons, Georgia, per unirsi ai soldati del 2º Reggimento del Sud Carolina, dove vennero imbarcati per una missione che si rivelò una vera e propria razzia nei confronti della cittadina di Darien. Andando ben oltre gli ordini del generale Hunter, Montgomery ordinò ai suoi uomini, e ad una parte di quelli di Gould, di mettere a ferro e fuoco la città. Gould si oppose duramente a quella che definì una barbarie, ma dovette sottostare agli ordini di un suo superiore. Tuttavia, la vergogna dell'incendio e del saccheggio della cittadina di Darien lo perseguitò per tutta la vita, oltre alla preoccupazione che questa impresa così poco nobile avrebbe sicuramente gettato una cattiva luce sul suo reggimento.

### L'assalto a Fort Wagner e la morte

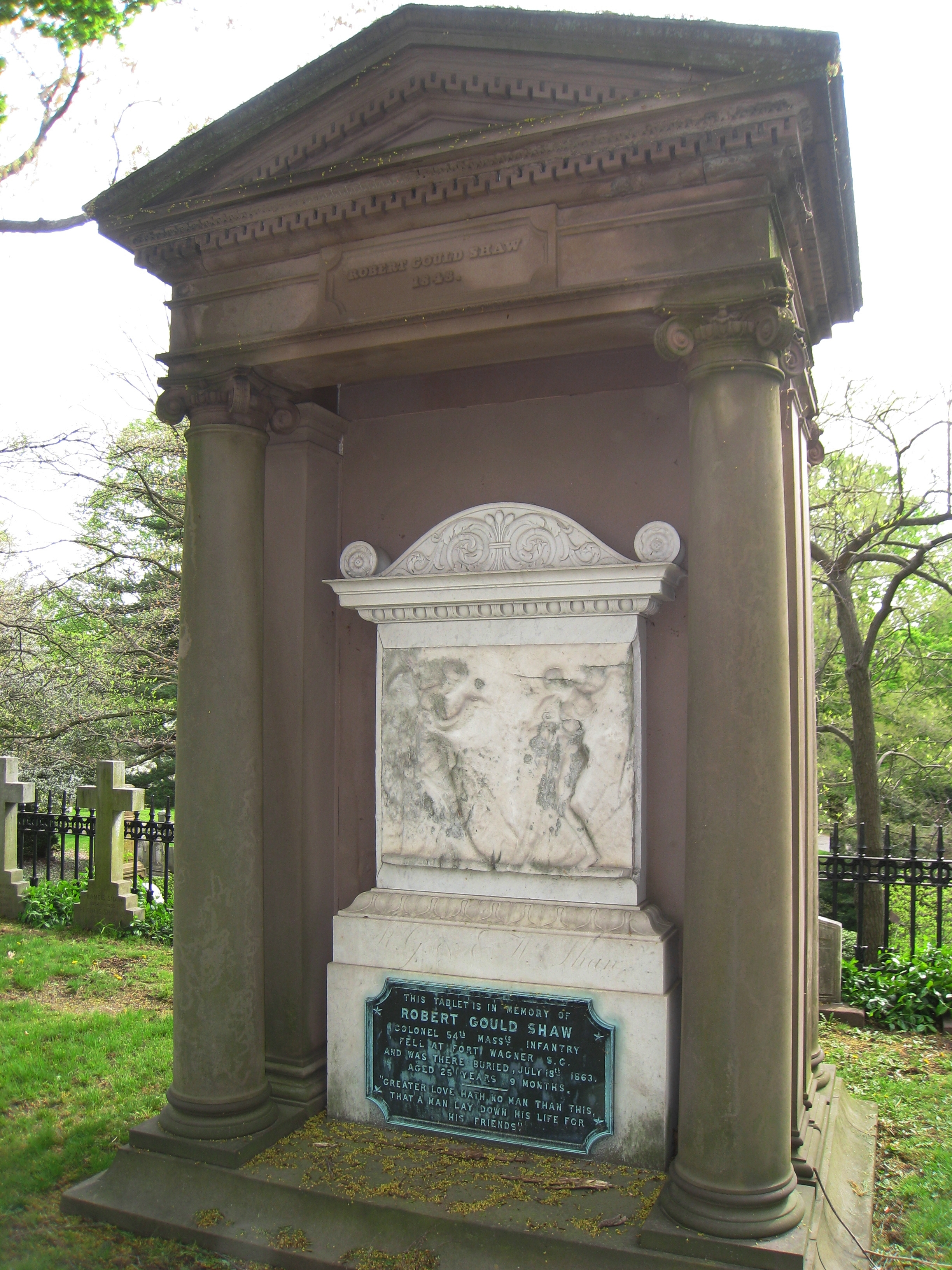
Monumento funebre di Robert Gould Shaw al cimitero di Mount Auburn a Cambridge, Massachusetts.

Il 10 luglio il suo reggimento fu assegnato all'assalto della zona meridionale di Morris Island, occupata dai sudisti. L'attacco si rivelò un successo e permise ai nordisti di ottenere una testa di ponte per la conquista dell'intera isola, soprattutto delle due fortezze di Fort Wagner e di Fort Gregg, che avrebbero permesso una più facile conquista delle vicine città di Sumter e Charleston. Incoraggiato dalla vittoria del giorno precedente, il generale unionista Quincy Adams Gillmore, ordinò l'11 luglio un attacco diretto a Fort Wagner, che si rivelò una terribile disfatta. Per indebolire le batterie di cannoni del forte, Gillmore ordinò un cannoneggiamento del forte sia da terra che da mare, per il quale venne ordinato al 54º Reggimento guidato da Shaw di sbarcare sulla spiaggia di James Island.
La mattina del 16 luglio Shaw ordinò a quattro compagnie del suo reggimento di unirsi ai soldati bianchi del 10º Reggimento del Connecticut per andare in avanscoperta, il quale venne assalito da un folto gruppo di Confederati: durante l'attacco le compagnie del 54° tennero saldamente il terreno permettendo al 10° di abbandonare le posizioni e ritirarsi senza soffrire gravi perdite. Con questa notevole prova di coraggio, il reggimento di Shaw dimostrò con i fatti di essere ben addestrato e degno di rispetto da parte degli altri commilitoni.
Il giorno successivo a Shaw fu ordinato di presentarsi a rapporto dal generale Strong Vincent il quale aveva programmato un nuovo assalto a Fort Wagner, nel quale il 54º Reggimento sarebbe stato in prima linea. Il colonnello Shaw accettò l'offerta e la comunicò ai suoi uomini che si dimostrarono favorevoli all'impresa. Il reggimento venne trasportato con battelli a vapore lungo la costa meridionale di Morris Island. L'assalto di Fort Wagner era stato sottovalutato dal generale Strong, il quale era convinto che, dopo un cannoneggiamento ininterrotto di 24 ore, le batterie del forte sarebbero state notevolmente indebolite. Tuttavia non fu così, condannando gli uomini del 54º Reggimento di Shaw ad essere massacrati da una tempesta di ferro e fuoco.
La mattina del 18 luglio 1863 Shaw lasciò il suo testamento morale al giornalista Edward L. Pierce, corrispondente del New York Daily Tribune, del quale era amico sin dai suoi giorni newyorchesi. Dopo aver affidato a Pierce alcune lettere indirizzate ai suoi familiari con la promessa di consegnarle in caso di morte, Shaw salì a cavallo e prese il suo posto all'ala destra dello schieramento che avrebbe preso d'assalto il forte dei Confederati. Dopo aver attraversato a nuoto il primo tratto di percorso, a poche centinaia di metri dal forte gli assalitori furono colpiti dalle salve dei moschetti e dei cannoni del nemico. Nonostante tutto il 54º Reggimento riuscì a raggiungere le mura del forte e Shaw fu tra i primi a salire, ma proprio mentre scavalcava il parapetto fu colpito con tre colpi al torace e morì sul colpo.
Il forte non fu mai espugnato e quando la battaglia ebbe termine, lasciò sulla spiaggia di fronte alle mura centinaia di corpi di soldati unionisti, fra i quali la maggioranza del 54º Reggimento del Massachusetts. Il corpo del colonnello Shaw venne spogliato della sua uniforme e derubato dei suoi effetti personali, prima di essere gettato in una fossa comune scavata all'interno del forte insieme ai suoi soldati. Quando il padre di Shaw scrisse al generale Gilmore per riavere la salma del figlio, venne a sapere che tutti i tentativi da parte dei suoi soldati di recuperare i corpi dei caduti erano stati vanificati dalle salve del nemico, e chiese allora espressamente che il corpo di Shaw restasse sepolto con i suoi uomini proprio nel luogo dove era caduto.

## Gould nella memoria storica
- Nel 1864 la scultrice afroamericana Edmonia Lewis dedicò una sua scultura in bronzo al colonnello Gould Shaw. La statua fu esposta alla Soldiers' Relief Fair di quell'anno e la scultrice vendette circa un centinaio di copie dell'originale, con i cui proventi poté pagarsi le spese di viaggio in Europa per affinare la sua tecnica.
- Nel 1897 presso Park Street a Boston venne eretto il Robert Gould Shaw Memorial, un memoriale a Shaw disegnato e progettato dall'architetto Stanford White e progettato dallo scultore Augustus Saint-Gaudens.
- Un altro monumento in memoria di Gould Shaw venne eretto al Moravian Cemetery di Long Island per volere della stessa famiglia Shaw, sul quale ogni anno, nella ricorrenza della sua nascita, si celebra una cerimonia commemorativa.
- All'interno dell'Harvard University's Memorial Hall, dove sono ricordati tutti gli studenti che morirono durante la Guerra Civile Americana, è iscritto anche il nome di Gould Shaw, nonostante non si sia mai diplomato presso questa istituzione.
- L'eroismo di Gould e del suo 54º Reggimento sono narrate nella pellicola del 1989 Glory - Uomini di gloria e interpretato da Matthew Broderick nel ruolo del colonnello Gould.[4]
- Gould e il Robert Gould Shaw Memorial sono celebrati nell'opera musicale del compositore statunitense Charles Ives Three Places in New England, scritta tra il 1911 ed il 1914.
- Il poeta afroamericano Benjamin Griffith Brawley scrisse un poema celebrativo in memoria di Gould dal titolo My Hero.
- La località di Shaw, sita a Washington, D.C., là dove si eressero i primi accampamenti da parte degli schiavi neri scappati alla schiavitù, ha preso il suo nome in onore del colonnello Gould Shaw.